# Atlantide (roman)
Pour les articles homonymes, voir Atlantide (homonymie).
Atlantide (Atlantis Found) est un roman policier américain de Clive Cussler paru en 1999. Il s'inspire du mythe de l'Atlantide.

## Personnages
- Dirk Pitt